# بيت الشيخ علي
بيت الشيخ علي قرية تتبع ناحية قرى مركز بانياس في منطقة بانياس التابعة لمحافظة طرطوس.